# Bertram Hartard junior
Bertram Hartard (* 11. Dezember 1929 in Speyer; † 29. Juli 1992 in Bad Bergzabern) war ein deutscher Politiker (CDU).
Bertram Hartard junior war das älteste von sechs Kindern von Bertram Hartard senior und Anna Hartard, geborene Mohr. Er besuchte die Oberrealschule in Speyer und von 1950 bis 1952 die Pädagogische Hochschule Landau, wo er die 1952 und 1956 die Lehrerprüfung absolvierte.
Ab 1952 war er im Volksschuldienst, 1968 wurde er Konrektor un Edesheim. Er war auch Regierungsschulrat an der Bezirksregierung Neustadt.
Er gehörte ab 1953 der CDU an und war deren Kreisvorsitzender in Landau-Bad Bergzabern. Von 1970 bis 1983 war er Mitglied des Landtags von Rheinland-Pfalz.
Er war katholisch, verheiratet und hatte drei Kinder. Zuletzt wohnte er in Bad Bergzabern.

## Ehrung
Das Land Rheinland-Pfalz ehrte ihn mit der Verleihung der Freiherr-vom-Stein-Plakette.